# Sylla M’Mah Touré
Sylla M’Mah Touré (* 3. Dezember 1978) ist eine guineische Sprinterin. Sie war 1996 und 2000 Teilnehmerin der Olympischen Spiele.

## Leben
Sylla M’Mah Touré nahm an den Olympischen Sommerspielen 1996 in Atlanta – mit 17 Jahren das jüngstes Mitglied der Mannschaft Guineas – bei dem Wettbewerb 200 m (Frauen) teil. In der Vorrunde lief sie im Vorlauf 2 eine Zeit von 26,64 Sekunden. Als letzte des Laufes konnte sich nicht in die nächste Runde qualifizieren. Bei den Leichtathletik-Weltmeisterschaften 1999 in Sevilla nahm sie bei dem Wettbewerb für die 200-m-Strecke teil, im 6. Lauf der Vorrunde lief sie die Strecke in 26,35 Sekunden. Für die nächste Runde konnte sie sich nicht qualifizieren. Touré nahm bei den Afrikaspielen 1999 in Johannesburg teil. Bei dem Wettbewerb 100 m lief sie die Strecke in 12,70 Sekunden. In der Gesamtwertung kam sie damit auf dem 25. Platz.
2000 in Sydney bei den Olympischen Sommerspielen trat sie im Wettbewerb 100 m (Frauen) an. In der Qualifizierung lief sie in der 5. Runde eine Zeit von 12,82 Sekunden und wurde in diesem Lauf die letzte und konnte sich nicht weiter qualifizieren (Platz 73 in der Gesamtwertung). 1:03.92 Minuten brauchte sie für die 400-m-Strecke in Radès (Tunesien) bei den Leichtathletik-Afrikameisterschaften 2002, in der Gesamtwertung kam sie damit auf den 18. Platz
Bei den Afrikaspielen 2003 in Abuja war sie für den Wettbewerb 200 m (Frauen) gemeldet, sie trat aber zum Start nicht an (DNS). Bei dem Wettbewerb 400 m (Frauen) trat sie an, beendete den Lauf aber nicht (DNF).

## Persönliche Bestleistungen
- 100-Meter-Wettbewerb: 12,02 s (1997, Dakar)[1] Nationalrekord
- 200-Meter-Wettbewerb: 25,9 s (1995)[1]